# جوي سانتياغو
جوي سانتياغو (بالإنجليزية: Joey Santiago)‏ هو موسيقي وعازف قيثارة أمريكي، ولد في 10 يونيو 1965 في مانيلا في الفلبين.

## وصلات خارجية
- جوي سانتياغو على موقع IMDb (الإنجليزية)
- جوي سانتياغو على موقع ميوزك برينز (الإنجليزية)
- جوي سانتياغو على موقع إن إن دي بي (الإنجليزية)
- جوي سانتياغو على موقع أول ميوزيك (الإنجليزية)
- جوي سانتياغو على موقع ديسكوغز (الإنجليزية)
- جوي سانتياغو على موقع قاعدة بيانات الفيلم (الإنجليزية)